# Stedelijke revolutie
De stedelijke revolutie is het proces waarbij de ongedifferentieerde agrarische samenleving overging in een gespecialiseerde stedelijke samenleving. Daarbij begonnen op verwantschap gebaseerde groepen zich te verenigen in dorpen en steden, waar naast familiale ook economische, politieke en religieuze verbanden ontstonden. De stedelijke revolutie begon zo'n 6000 jaar geleden met de stadstaten van Soemerië, gevolgd door Egypte, de Indusbeschaving en China. Het begrip is afkomstig uit het werk Man Makes Himself uit 1936 van archeoloog Gordon Childe. Van hem is ook het aan de stedelijke revolutie voorafgaande begrip neolithische revolutie afkomstig.
De irrigatielandbouw in Mesopotamië leidde tot overschotten waardoor mensen onttrokken konden worden aan de voedselproductie. Met deze overschotten werd het mogelijk dat bands zich vormden tot stammen en kon men in dorpen wonen. Dit werd het belangrijkste nederzettingstype in Eurazië, Afrika en Amerika en zou dat lange tijd blijven, ook na de opkomst van steden. In dorpen trad vaak een verzwakking op van de familieband ten gunste van de solidariteit met de buurt.

## Criteria

### Childe
In 1950 werkte Childe zijn ideeën verder uit in het artikel The Urban Revolution in het tijdschrift The Town Planning Review. Hier kwam hij tot tien criteria die de vroegste steden onderscheiden van eerdere dorpen:
1. relatief grote nederzettingen en bevolking, al waren vroege steden veelal kleiner dan veel moderne dorpen
2. productie van een agrarisch overschot waardoor er ruimte was voor voltijds specialisatie en geavanceerde arbeidsdeling
3. met het overschot kon door redistributie via tribuut of belasting aan een godheid of koning een overheid worden gefinancierd
4. monumentale openbare bouwwerken
5. een heersende klasse
6. schrift
7. exacte en voorspellende wetenschappen (rekenkunde, meetkunde, astronomie, kalenders)
8. verfijnde kunstvormen
9. langeafstandshandel voor grondstoffen
10. een staat op basis van burgerschap in plaats van verwantschap

Deze criteria gingen echter niet altijd op en zo werd het werk van Childe het begin van een discussie over verstedelijking. Gezien het eeuwenlange proces van verstedelijking ging niet iedereen akkoord met het gebruik van de term revolutie. Daarnaast werden de tien criteria wel als willekeurig en overlappend beschouwd en niet allemaal van even groot belang. Ook zijn niet alle kenmerken uit archeologische vondsten af te leiden en voldoen niet alle steden aan de definitie. Zo ontstonden de eerste steden als Jericho in de Jordaanvallei in de 8e eeuw v.Chr., Çatalhöyük in Anatolië in de 7e eeuw v.Chr. en de Inca's in de Andes vanaf de dertiende eeuw voordat het schrift en irrigatie in gebruik kwamen.
De discussie die sindsdien is gevoerd, valt onder te verdelen in drie benaderingen. De eerste benadering is het uitlichten van enkele criteria, zoals schrift, bouwwerken en bevolkingsgrootte. De tweede benadering is het specifieker maken van de criteria door de bevolkingsgrootte, de soorten bouwwerken en de wetenschappen nader te benoemen. De derde benadering is juist abstracter door de nadruk te leggen op culturele complexiteit, politieke invloed en homogeniteit.

### Hydraulische samenleving
Geïnspireerd door Childe werkte sinoloog Karl Wittfogel dit in Oriental Despotism. A Comparative Study of Total Power uit 1957 uit tot een theorie waarin ook het ontstaan van de vroege Chinese en Precolumbiaanse samenleving verklaard werden. Net als Childe lag bij Wittfogel de nadruk op technologie en levensonderhoud. Volgens Wittfogel ontstond een hydraulische samenleving doordat voor irrigatielandbouw een grote mate van collectieve sociale organisatie vereist is, wat een sterk gecentraliseerd gezag met hiërarchische maatschappelijke verhoudingen voort kon brengen.

### Sociale en politieke factoren
Robert McCormick Adams legde juist de nadruk op sociale factoren. De grootschalige irrigatie was volgens hem het gevolg van staatsvorming en niet andersom. Adams legde in het klassiek geworden The Evolution of Urban Society uit 1966 ook de nadruk op de wisselwerking tussen steden en hun achterland die niet moeten worden gezien als tegenpolen, maar als elkaar aanvullende onderdelen van een groter systeem. Steden waren afhankelijk van het achterland om in hun onderhoud te voorzien, terwijl steden de redistributie verzorgden en de basis vormden voor de intellectuele, filosofische, religieuze en artistieke ontwikkeling van een gebied.
Gideon Sjoberg legde juist de nadruk op politieke factoren bij de vorming van steden en de rol daarvan in de opkomst en neergang van grote rijken.